# Ранкович, Бобан
Бобан Ранкович (серб. Бобан Ранковић / Boban Ranković; 4 февраля 1979) — сербский югославский гребец, выступал за национальные сборные Югославии, Сербии и Черногории по академической гребле в конце 1990-х — начале 2000-х годов. Участник летних Олимпийских игр в Сиднее, финалист мировых первенств, победитель и призёр многих регат национального значения.

## Биография
Бобан Ранкович родился 4 февраля 1979 года. Первое время проходил подготовку в Сербии, позже уехал учиться и тренироваться в США в Колледже Даулинг, состоял в коллежском гребном клубе Golden Lions. Неоднократный победитель и призёр различных студенческий соревнований.
Дебютировал на международной арене в 1995 году, выступив на чемпионате мира среди юниоров в польской Познани. Год спустя в составе юниорской сборной Югославии завоевал серебряную медаль на мировом первенстве в Глазго — в программе парных двоек без рулевого. В 1997 году взял серебро в парных одиночках на чемпионате мира среди юниоров в бельгийском Хацевинкеле и выступил на взрослом чемпионате мира в Эгбелете, где сумел дойти до финала «Б». По итогам сезона признан лучшим гребцом Сербии.
Благодаря череде удачных выступлений Ранкович вошёл в основной состав национальной сборной Сербии и Черногории и удостоился права защищать честь страны на летних Олимпийских играх 2000 года в Сиднее. Стартовал здесь в зачёте безрульных распашных четвёрок вместе с партнёрами Младеном Стегичем, Иваном Смиляничем и Филипом Филипичем — на стартовом квалификационном этапе они показали лишь пятый результат, но через дополнительный отборочный заезд, где были лучшими, всё же пробились в полуфинал. На стадии полуфиналов финишировали пятыми и попали тем самым в утешительный финал «Б». В утешительном финале «Б» сербско-черногорский экипаж занял второе место и, таким образом, расположился в итоговом протоколе соревнований на восьмой строке.
После сиднейской Олимпиады Бобан Ранкович ещё в течение некоторого времени оставался в основном составе гребной команды Сербии и продолжал принимать участие в крупнейших международных регатах. Так, в 2001 году он выступил на этапе Кубка мира в Нью-Джерси и побывал на чемпионате мира в Люцерне, где в безрульных четвёрках дошёл до финала «Б» и финишировал там четвёртым. Вскоре по окончании этих соревнований принял решение завершить карьеру профессионального спортсмена, уступив место в сборной молодым сербским гребцам.
Закончив спортивную карьеру, остался в гребле в качестве тренера. Работал тренером в нескольких высших учебных заведениях США, в том числе занимал должность старшего тренера в гребной команде «Харрикейнз» Университета Майами.